# RCAN2
RCAN2 (англ. Regulator of calcineurin 2) – білок, який кодується однойменним геном, розташованим у людей на короткому плечі 6-ї хромосоми. Довжина поліпептидного ланцюга білка становить 197 амінокислот, а молекулярна маса — 21 997.
| 10         |  | 20         |  | 30         |  | 40         |  | 50         |
| ---------- |  | ---------- |  | ---------- |  | ---------- |  | ---------- |
| MPAPSMDCDV |  | STLVACVVDV |  | EVFTNQEVKE |  | KFEGLFRTYD |  | DCVTFQLFKS |
| FRRVRINFSN |  | PKSAARARIE |  | LHETQFRGKK |  | LKLYFAQVQT |  | PETDGDKLHL |
| APPQPAKQFL |  | ISPPSSPPVG |  | WQPINDATPV |  | LNYDLLYAVA |  | KLGPGEKYEL |
| HAGTESTPSV |  | VVHVCDSDIE |  | EEEDPKTSPK |  | PKIIQTRRPG |  | LPPSVSN    |

A: Аланін

C: Цистеїн

D: Аспарагінова кислота

E: Глутамінова кислота

F: Фенілаланін

G: Гліцин

H: Гістидин

I: Ізолейцин

K: Лізин

L: Лейцин

M: Метіонін

N: Аспарагін

P: Пролін

Q: Глутамін

R: Аргінін

S: Серин

T: Треонін

V: Валін

W: Триптофан

Кодований геном білок за функцією належить до фосфопротеїнів. 
Задіяний у такому біологічному процесі, як альтернативний сплайсинг. 